# Perth Wildcats
Los Perth Wildcats son un equipo de baloncesto australiano con sede en la ciudad de Perth, que compite en la NBL, la principal categoría del baloncesto oceánico. Disputa sus partidos en el Challenge Stadium, con capacidad para 4500 espectadores.

## Historia
El equipo se fundó en 1982 con el nombre de Westate Wildcats. Fue el primer equipo surgido de Australia Occidental, y el único hasta el momento en haber formado parte de la NBL. En 1984 cambiaron el nombre por el actual, y en 1987 aparecieron por primera vez en los play-offs, llegando a la final, que perdieron ante Brisbane Bullets.
Su primer título de campeones lo conseguirían en 1990, repitiendo al año siguiente. Pero pasarían 5 temporadas hasta volver a hacerse con el título, en 1995, quer volverían a lograr en 2000. En 2003 estuvieron de nuevo a punto de hacerse con el campeonato, perdiendo en la final ante los Sydney Kings. Ya más recientemente, en 2009 entraron en los playoffs, pero cayeron en los cuarto de final ante Townsville Crocodiles.

## Palmarés
- NBL
  - Campeón: 1990, 1991, 1995, 2000, 2010, 2014, 2016, 2017, 2019 y 2020.
  - Finalista: 1987, 1993, 2003, 2012 y 2013.

- NBL Cup
  - Campeón: 2021.

## Jugadores destacados
- Todd Lichti
- Paul Rogers